# Hòn Tằm

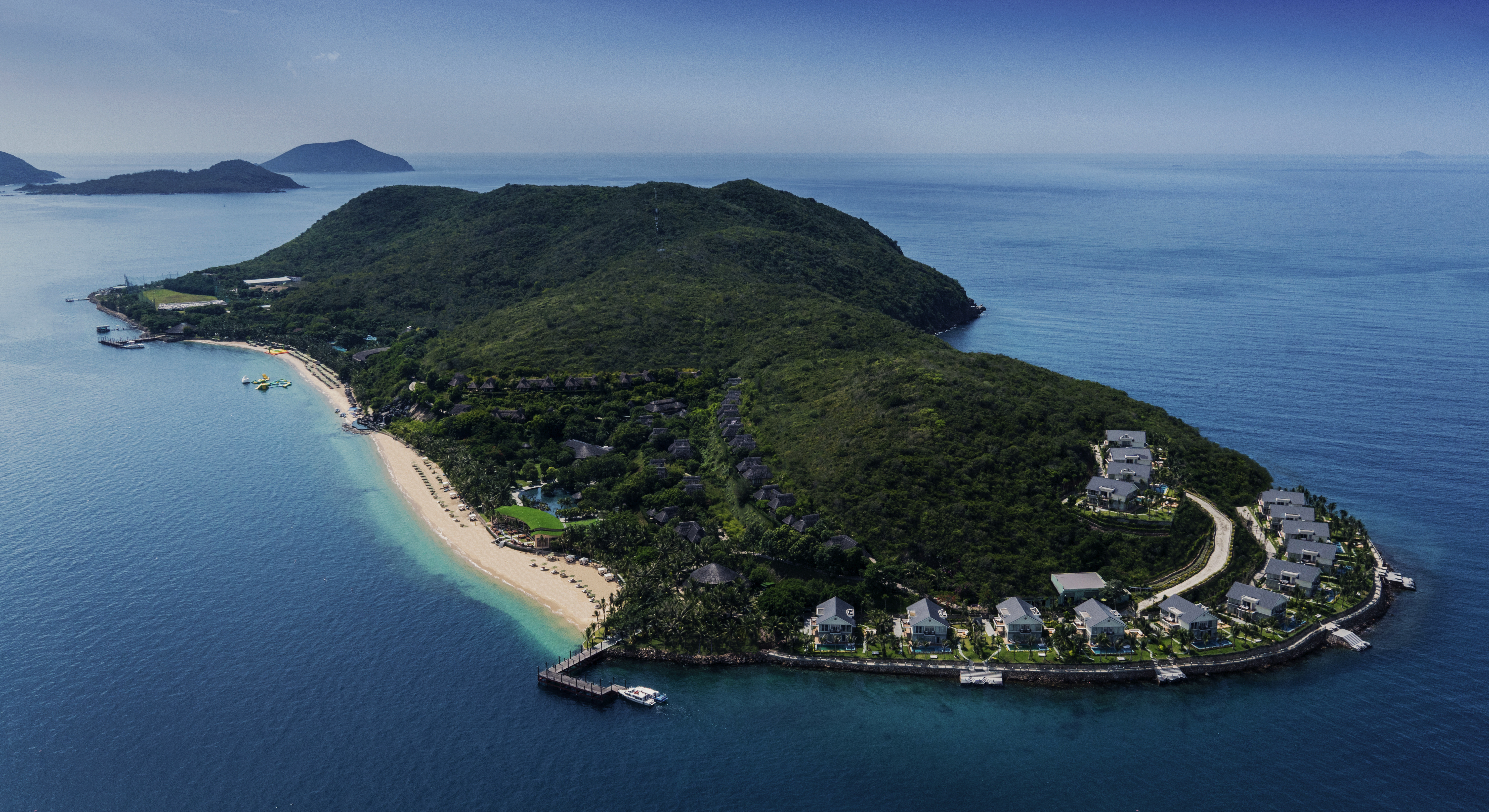
Đảo Hòn Tằm

Hòn Tằm (hay còn gọi là Thủy Kim Sơn) là một hòn đảo rộng hơn 110 ha nằm trong vịnh Nha Trang, nằm cách 7 km về phía Đông Nam của thành phố. Đây được xem là một trong những hòn đảo có bãi biển đẹp nhất ở Nha Trang, đồng thời cũng là một điểm đến thu hút nhiều khách du lịch.

## Tổng quan

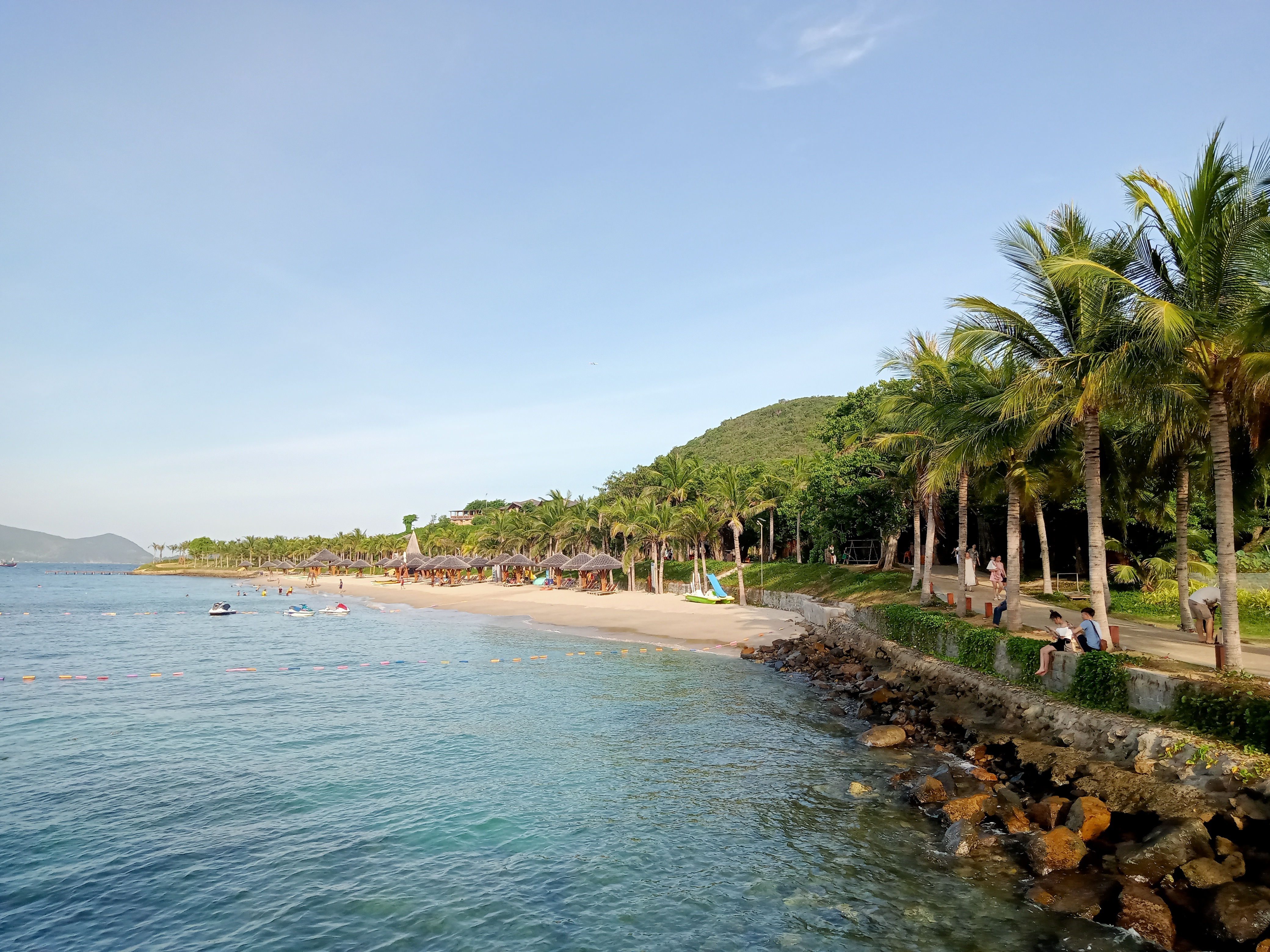
Bãi tắm ở hòn Tằm

Đảo Hòn Tằm nằm trong vùng vịnh thuộc dự án khu bảo tồn biển Hòn Mun, cách phía Đông Nam của thành phố Nha Trang khoảng 7 km. Sở dĩ có tên như vậy vì đảo có hình dáng tựa như con tằm, đồng thời ngụ ý cho ước nguyện vạn vật sinh sôi, nảy nở trù phú như "con tằm nhả tơ". Biểu tượng của Hòn Tằm là nàng tiên cá màu trắng nổi bật giữa bức tường được gắn kết muôn vàn hòn đá lớn nhỏ, xù xì.
Ban đầu Hòn Tằm vốn chỉ là một hòn đảo hoang vu, ít người cư ngụ. Dù đã được đưa vào phục vụ nhu cầu tham quan của du khách, nhưng nhìn chung các loại hình dịch vụ ở đây chỉ dừng ở mức cơ bản. Vào năm 2006, Công ty Cổ phần Hòn Tằm biển Nha Trang được thành lập, tiếp nhận đầu tư khai thác đảo từ Công ty Cung ứng tàu biển Khánh Hòa. Với lợi thế nằm trong vùng vịnh thuộc dự án Hòn Mun cũng như gần với trung tâm thành phố Nha Trang, công ty đã cho xây dựng nhiều khu nghỉ dưỡng cao cấp cùng với các cơ sở hạ tầng khác nhau.

## Du lịch
Sau hơn một thập kỷ đầu tư, Hòn Tằm dần trở thành một trong những điểm du lịch hút khách ở Nha Trang với gần nửa triệu lượt khách mỗi năm. Nơi đây được xem là một khu du lịch nghỉ dưỡng sinh thái quyến rũ, vẫn còn giữ lại được vẻ đẹp hoang sơ của thiên nhiên. Do nằm gần với trung tâm Nha Trang nên thời gian đến đảo khá nhanh, 7 phút đối với canô và khoảng 25 phút đối với tàu khách. Du khách khi đến đây sẽ được trải nghiệm những trò chơi khác nhau, chẳng hạn như dù lượn, jetski, chèo thuyền kayak, phao chuối, lướt ván, lặn thám hiểm hoặc đi leo núi... và tham gia các hoạt động giải trí, văn nghệ, cũng như thưởng thức gỏi nhum, cháo nhum cùng một số hải sản tươi sống khác. Ngoài ra, họ cũng có thể khám phá một số công trình kiến trúc nổi tiếng, đầu tiên là công trình "gió và nước" được dựng bằng tầm vông, tre và lá, kế đến là khu nhà cổ, với khung nhà gỗ 100 năm tuổi có xuất xứ từ một ngôi làng thuộc huyện Diên Khánh, Khánh Hòa.

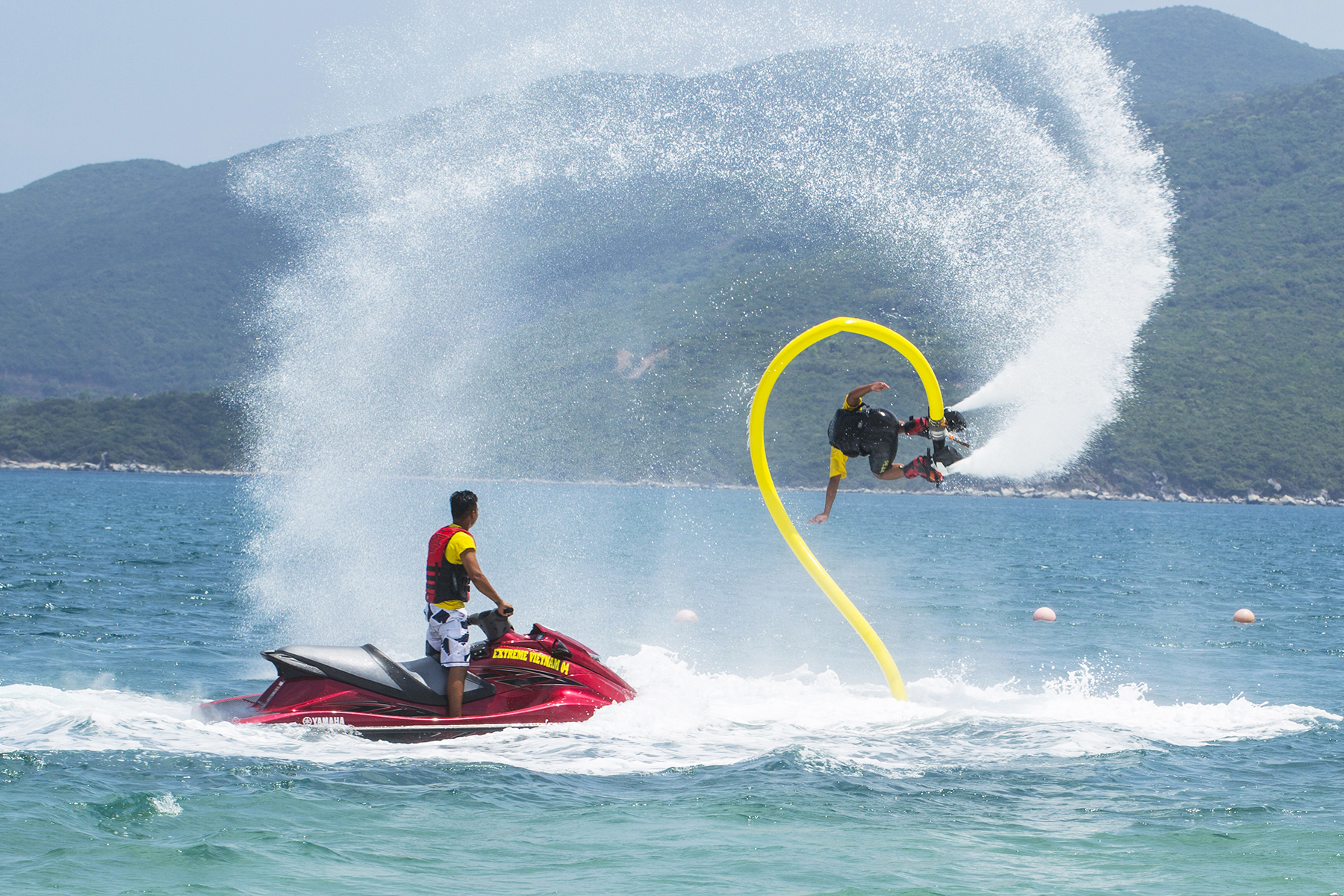
Flyboard

Đảo Hòn Tằm sở hữu nhiều khu nghỉ dưỡng khác nhau, phù hợp cho các khách du lịch nghỉ ngơi tại đó. Vào năm 2017, Công ty Cổ phần Biển Hòn Tằm Nha Trang đã ký hợp đồng với Marriott International để quản lý một khách sạn mới mang tên Courtyard by Marriott Nha Trang Hon Tam Resort, được khởi công xây dựng vào năm 2018 và khai trương vào đầu năm 2020.
Tháng 6 năm 2019, khu tắm bùn khoáng mang tên MerPerle Hòn Tằm Mudbath được khai trương ở phía đông của đảo, thiết kế theo mô hình ruộng bậc thang với tổng diện tích 42,000 m². Hai bên của khu tiếp giáp lần lượt với biển và núi. Đây là khu tắm bùn khoáng đầu tiên ở Việt Nam được đầu tư trên đảo với chất lượng 5 sao. Tại đây, du khách sẽ có nhiều lựa chọn như tắm bùn khoáng hồ tập thể cho vài chục người, hồ cho gia đình 10 người hoặc hồ đôi dành cho 2 người. Nơi đây được vinh danh là khu phức hợp tắm bùn khoáng trên đảo lớn nhất Việt Nam.

### Ngày hội
Kể từ 2013, hằng năm Công ty Du lịch đảo Hòn Tằm đều tổ chức ngày Hội trẻ em khuyết tật vào dịp Quốc tế Thiếu nhi 1 tháng 6. Tại đây, các em nhỏ sẽ được tham gia các hoạt động vui chơi, sinh hoạt cộng đồng, thi đấu thể thao, văn nghệ và khám sức khoẻ miễn phí. Năm 2017, Tổ chức Kỷ lục Việt Nam xác lập đây là chương trình vui chơi giải trí từ thiện tổ chức trên đảo có số lượng trẻ em khuyết tật trong cả nước tham gia đông nhất.

## Sai phạm
Năm 2007, việc Công ty Cổ phần Hòn Tằm Biển Nha Trang thi công đào núi, đổ đất ra biển, san lấp mặt bằng đảo Hòn Tằm đã "ảnh hưởng đến môi trường biển xung quanh Hòn Tằm và các đảo lân cận". Theo UBND tỉnh Khánh Hòa, công ty khi triển khai xây dựng một số hạng mục công trình để kinh doanh và xâm hại danh thắng quốc gia là do chưa hoàn chỉnh hồ sơ thủ tục pháp lý. Vì vậy, UBND tỉnh Khánh Hòa đã chỉ đạo các sở cùng UBND thành phố Nha Trang phối hợp kiểm tra cũng như đề xuất hình thức xử lý và trình lên trước ngày 15 tháng 5 năm 2007.
Năm 2020, UBND tỉnh Khánh Hòa ban hành công văn khẩn về việc xử lý sai phạm tại khu du lịch đảo Hòn Tằm. Theo đó, chủ đầu tư là Công ty Cổ phần Hòn Tằm Biển Nha Trang Tằm đã tự ý san ủi mặt bằng, xây dựng các hạng mục công trình bê tông cốt thép không có giấy phép xây dựng và không có trong quy hoạch điều chỉnh. Cụ thể, chủ đầu tư có hành vi lấn chiếm đất nông nghiệp để tổ chức xây dựng nhà hàng trái phép với diện tích gần 2.500 m². Ngoài ra công ty này còn san lấp làm biến dạng địa hình phần tiếp giáp với danh thắng quốc gia vịnh Nha Trang, với hơn 228 m² phần đất tiếp giáp mặt nước và 172 m² đất nằm ngoài ranh giới dự án. Đối với hai sai phạm trên, công ty đã bị xử phạt tổng cộng 117 triệu đồng.